# Liste der Monuments historiques in Naves (Allier)
Die Liste der Monuments historiques in Naves (Allier) führt die Monuments historiques in der französischen Gemeinde Naves auf.

## Liste der Bauwerke
| Bezeichnung    | Beschreibung        | Standort | Kennzeichnung | Schutzstatus | Datum | Bild           |
| -------------- | ------------------- | -------- | ------------- | ------------ | ----- | -------------- |
| Reste der Burg | 14./15. Jahrhundert | (Lage)   | PA00093239    | Inscrit      | 1931  | weitere Bilder |

## Liste der Objekte
Zum Verständnis siehe: Kirchenausstattung
- Monuments historiques (Objekte) in Naves in der Base Palissy des französischen Kultusministeriums